# Unione Calcio Sampdoria 2014-2015
Questa voce raccoglie le informazioni riguardanti l'Unione Calcio Sampdoria nelle competizioni ufficiali della stagione 2014-2015.

## Stagione
L'estate 2014 segnò uno storico spartiacque per la società ligure, che interruppe definitivamente il sodalizio con la famiglia Garrone: la proprietà fu infatti rilevata da Massimo Ferrero, imprenditore cinematografico. La conferma di Mihajlović rappresentò la prima mossa del nuovo presidente, dal carattere istrionico e guascone nonché spesso propenso alla battuta di spirito. L'avvio del campionato risultò favorevole alla formazione blucerchiata, che alla sosta di ottobre occupava il terzo posto dietro Juventus e Roma. Grazie ad una serie di buoni risultati nel girone di andata (tra cui i pareggi con il Milan e i bianconeri, reduci fin lì da 25 affermazioni consecutive sul terreno casalingo) la Sampdoria si confermò sul podio al giro di boa, totalizzando il medesimo punteggio del Napoli (33). La cifra costituì, peraltro, un record per i doriani che mai - nell'èra dei 3 punti a vittoria - avevano racimolato un tale bottino durante la prima parte del campionato. Nel corso del mercato invernale, il club procedette inoltre all'acquisto di Eto'o: il camerunense aveva già calcato le scene della Serie A con l'Inter, dal 2009 al 2011.

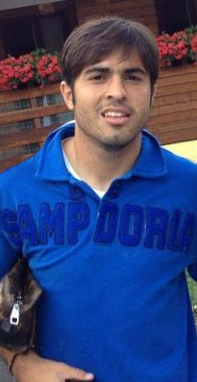
L'attaccante Éder contribuì in maniera decisiva al ritorno nelle coppe europee dopo un lustro di assenza, coronando una stagione positiva con l'esordio nella Nazionale azzurra.

Il suo impatto avvenne in un momento poco felice, allorché l'inizio della fase di ritorno non corrispose ad alcun punto per i liguri nell'arco di 5 giornate. I blucerchiati reagirono nel mese di marzo, dal quale uscirono sempre vittoriosi. Particolarmente degni di nota risultarono i successi su una Roma ancora imbattuta nel 2015 e su un'Inter in corsa per l'Europa League, obiettivo al quale i liguri erano stati "confinati" dopo aver abbandonato il podio per effetto della crisi di inizio anno.
Il periodo primaverile coincise tuttavia con un nuovo calo per la formazione, che perse il quarto posto al quale si era issata dopo 28 giornate. I doriani tornarono a vincere soltanto a metà maggio, con i verdetti ancora da definirsi. La squadra trasse poi vantaggio dalla situazione del Genoa, più avanti in classifica ma non sicuro di potersi iscrivere alle coppe continentali per il mancato possesso della licenza richiesta. Il campionato terminò con il settimo posto, mentre il Grifone - che pure era giunto sesto - non ottenne l'iscrizione all'Europa League. La Sampdoria rischiò a sua volta di rimanerne esclusa per un'indagine su una partita con il Bari del 2011, ma l'accoglimento del ricorso ne comprovò la qualificazione.

## Divise e sponsor
Lo sponsor tecnico per la stagione 2014-2015 è Kappa. Riguardo allo sponsor sulle divise viene stipulata una temporary sponsorship con Lucky Red per pubblicizzare sulla maglia della Sampdoria l'uscita del film Sin City - Una donna per cui uccidere nelle partite casalinghe contro Torino, Chievo e nel derby d'andata. In occasione della trasferta di Cagliari e della sfida casalinga contro la Roma la Samp scende in campo con la scritta Noi per Genova: e tu? per sensibilizzare l'opinione pubblica riguardo all'Alluvione di Genova del 9 e 10 ottobre 2014. Il 3 gennaio 2015 viene ufficializzato che il marchio Parà Tempotest campeggerà come sponsor sulle maglie della Samp fino al termine della stagione.
| Casa | Trasferta | Terza Divisa | Portiere |

## Organigramma societario
Consiglio di Amministrazione
- Presidente: Massimo Ferrero
- Consiglieri: Marco Benucci, Vanessa Ferrero, Gaetano Sannolo

Area organizzativa
- Segretario Generale: Massimo Cosentino (fino al 10 novembre 2014) poi Massimo Ienca
- Area Segreteria: Federico Valdambrini
- Team manager: Giorgio Ajazzone
- Responsabile Biglietteria e SLO: Sergio Tantillo

Area amministrativa
- Direttore Amministrazione: Alberto Bosco

Area comunicazione
- Direttore Comunicazione: Paolo Viganò
- Addetto Stampa: Federico Berlingheri
- Ufficio Stampa: Federico Falasca

Area marketing
- Direttore Marketing: Paolo Carito
- Marketing Manager: Gianfranco Pastore

Area tecnica
- Direttore sportivo: Carlo Osti
- Responsabile Tecnico Settore Giovanile: Giovanni Invernizzi
- Direttore Sportivo Settore Giovanile: Riccardo Pecini
- Coordinatore Scouting: Fabio Papagni
- Segretario Settore Giovanile: Alessandro Terzi (fino al 9 dicembre 2014) poi Tommaso Mattioli

Staff tecnico
- Allenatore: Siniša Mihajlović
- Allenatore in seconda: Nenad Sakić
- Collaboratore tecnico: Renato Baldi, Emilio De Leo
- Preparatore atletico: Antonio Bovenzi, Vincenzo Manzi
- Recupero Infortuni: Massimo Catalano
- Preparatore dei portieri: Andrea Sardini

Area sanitaria
- Responsabile Medico: Dott. Amedeo Baldari
- Medici sociali: Prof. Claudio Mazzola, Dott. Gian Edilio Solimei
- Massaggiatori e Fisioterapisti: Roberto Cappannelli, Mauro Doimi, Giacomo Gazzari, Maurizio Lo Biundo

## Rosa
| N. |                      | Ruolo | Calciatore                   |
| -- | -------------------- | ----- | ---------------------------- |
| 1  | Brasile (bandiera)   | P     | Angelo da Costa              |
| 2  | Italia (bandiera)    | P     | Emiliano Viviano             |
| 3  | Algeria (bandiera)   | D     | Djamel Mesbah                |
| 4  | Polonia (bandiera)   | D     | Bartosz Salamon              |
| 4  | Italia (bandiera)    | C     | Alessandro De Vitis          |
| 5  | Italia (bandiera)    | D     | Alessio Romagnoli            |
| 6  | Ghana (bandiera)     | C     | Alfred Duncan                |
| 7  | Italia (bandiera)    | A     | Francesco Fedato             |
| 8  | Argentina (bandiera) | C     | Joaquín Correa               |
| 9  | Italia (bandiera)    | A     | Stefano Okaka                |
| 10 | Serbia (bandiera)    | C     | Nenad Krstičić               |
| 11 | Italia (bandiera)    | A     | Manolo Gabbiadini            |
| 12 | Italia (bandiera)    | A     | Gianluca Sansone             |
| 14 | Spagna (bandiera)    | C     | Pedro Obiang (vice capitano) |
| 17 | Italia (bandiera)    | C     | Angelo Palombo (capitano)    |
| 18 | Argentina (bandiera) | A     | Gonzalo Bergessio            |
| 19 | Italia (bandiera)    | D     | Vasco Regini                 |
| 20 | Argentina (bandiera) | D     | Ezequiel Muñoz               |
| 21 | Italia (bandiera)    | C     | Roberto Soriano              |

| N. |                       | Ruolo | Calciatore           |
| -- | --------------------- | ----- | -------------------- |
| 22 | Italia (bandiera)     | C     | Luca Rizzo           |
| 23 | Italia (bandiera)     | A     | Éder                 |
| 24 | Colombia (bandiera)   | A     | Luis Muriel          |
| 25 | Italia (bandiera)     | D     | Andrea Coda          |
| 26 | Argentina (bandiera)  | D     | Matías Silvestre     |
| 27 | Montenegro (bandiera) | A     | Luka Đorđević        |
| 28 | Italia (bandiera)     | D     | Daniele Gastaldello  |
| 29 | Italia (bandiera)     | D     | Lorenzo De Silvestri |
| 30 | Ghana (bandiera)      | C     | Afriyie Acquah       |
| 32 | Italia (bandiera)     | C     | Marco Marchionni     |
| 33 | Argentina (bandiera)  | P     | Sergio Romero        |
| 44 | Italia (bandiera)     | D     | Michele Fornasier    |
| 55 | Croazia (bandiera)    | C     | Karlo Lulić          |
| 77 | Polonia (bandiera)    | A     | Paweł Wszołek        |
| 86 | Italia (bandiera)     | D     | Fabrizio Cacciatore  |
| 88 | Italia (bandiera)     | P     | Alberto Frison       |
| 95 | Slovacchia (bandiera) | C     | Dávid Ivan           |
| 96 | Italia (bandiera)     | P     | Samuele Massolo      |
| 99 | Camerun (bandiera)    | A     | Samuel Eto'o         |

## Calciomercato

### Sessione estiva(dall'1/7 all'1/9)
La campagna acquisti della Sampdoria vede gli arrivi di: Viviano, Silvestre, Romagnoli, Mesbah, Marchionni, Duncan, Campaña, Bergessio e Đorđević. Dai rispettivi prestiti tornano Romero, Rizzo e Fedato che si aggregano alla rosa. Inoltre, la società riscatta gli interi cartellini di Cacciatore, Regini e Salamon; acquistando la compartecipazione del cartellino di De Silvestri.
Non vengono confermati invece Fiorillo, Sestu e Maxi López. Vengono cedute la metà del cartellino di Rossini, Bjarnason, Poli, Signori, Biabiany e Icardi e la totalità di quelli di Berardi, Costa, Mustafi, Gentsoglou, Renan e Juan Antonio. Sono ceduti in prestito Falcone, Tozzo, Rodríguez, Salamon, Volta, Campaña, Eramo, Gavazzi, Lombardo, Martinelli, Sampietro, Beltrame, Corazza e Piovaccari.
| Acquisti | Acquisti              | Acquisti              | Acquisti                     |
| R.       | Nome                  | da                    | Modalità                     |
| -------- | --------------------- | --------------------- | ---------------------------- |
| D        | Adams Barry           | Torcy                 | definitivo                   |
| D        | Djamel Mesbah         | Parma                 | definitivo (1 mln)           |
| C        | José Campaña          | Crystal Palace        | definitivo (1,8 mln)         |
| C        | Karlo Lulić           | Osijek                | definitivo                   |
| C        | Marco Marchionni      | Parma                 | definitivo (1 mln)           |
| A        | Denis Baumgartner     | Senica                | definitivo                   |
| A        | Gonzalo Bergessio     | Catania               | definitivo (3 mln)           |
| P        | Andrea Tozzo          | Verona                | riscatto                     |
| D        | Fabrizio Cacciatore   | Verona                | riscatto (0,6 mln)           |
| D        | Vasco Regini          | Empoli                | riscatto (1,4 mln)           |
| D        | Bartosz Salamon       | Milan                 | riscatto (1,6 mln)           |
| P        | Sergio Romero         | Monaco                | fine prestito                |
| D        | Vedran Celjak         | Benevento             | fine prestito                |
| D        | Bruno Martella        | Pisa                  | fine prestito                |
| D        | Massimo Volta         | Cesena                | fine prestito                |
| C        | Alessandro De Vitis   | Carpi                 | fine prestito                |
| C        | Mirko Eramo           | Empoli                | fine prestito                |
| C        | Davide Gavazzi        | Ternana               | fine prestito                |
| C        | Savvas Gentsoglou     | Spezia                | fine prestito                |
| C        | Alessandro Martinelli | Venezia               | fine prestito                |
| C        | Luca Rizzo            | Modena                | fine prestito                |
| C        | Gianluca Sampietro    | Pisa                  | fine prestito                |
| A        | Juan Antonio          | Brescia               | fine prestito                |
| A        | Stefano Beltrame      | Bari                  | fine prestito                |
| A        | Simone Corazza        | Südtirol              | fine prestito                |
| A        | Francesco Fedato      | Catania               | fine prestito                |
| A        | Massimo Maccarone     | Empoli                | fine prestito                |
| A        | Federico Piovaccari   | Steaua Bucarest       | fine prestito                |
| A        | Emanuele Testardi     | Honvéd                | fine prestito                |
| D        | Lorenzo De Silvestri  | Fiorentina            | compartecipazione (1,35 mln) |
| P        | Emiliano Viviano      | Palermo               | prestito                     |
| D        | Alessio Romagnoli     | Roma                  | prestito (0,5 mln)           |
| D        | Matías Silvestre      | Inter                 | prestito                     |
| C        | Alfred Duncan         | Inter                 | prestito (0,4 mln)           |
| A        | Luka Đorđević         | Zenit San Pietroburgo | prestito                     |

| Cessioni | Cessioni              | Cessioni  | Cessioni              |
| R.       | Nome                  | a         | Modalità              |
| -------- | --------------------- | --------- | --------------------- |
| A        | Massimo Maccarone     |           | rescissione           |
| A        | Emanuele Testardi     |           | rescissione           |
| P        | Vincenzo Fiorillo     | Juventus  | fine prestito         |
| C        | Alessio Sestu         | Chievo    | fine prestito         |
| A        | Maxi López            | Catania   | fine prestito         |
| D        | Gaetano Berardi       | Leeds Utd | definitivo (0,1 mln)  |
| D        | Vedran Celjak         | Benevento | definitivo            |
| D        | Andrea Costa          | Parma     | definitivo (1 mln)    |
| D        | Bruno Martella        | Crotone   | definitivo            |
| D        | Shkodran Mustafi      | Valencia  | definitivo (8 mln)    |
| D        | Jonathan Rossini      | Sassuolo  | definitivo            |
| C        | Birkir Bjarnason      | Pescara   | definitivo (0,02 mln) |
| C        | Savvas Gentsoglou     | Ergotelīs | definitivo            |
| C        | Andrea Poli           | Milan     | definitivo (4 mln)    |
| C        | Renan                 | Al-Nasr   | definitivo (0,6 mln)  |
| C        | Francesco Signori     | Modena    | definitivo            |
| A        | Juan Antonio          | Parma     | definitivo (1 mln)    |
| A        | Jonathan Biabiany     | Parma     | definitivo (2 mln)    |
| A        | Mauro Icardi          | Inter     | definitivo (6,5 mln)  |
| P        | Wladimiro Falcone     | Como      | prestito              |
| P        | Andrea Tozzo          | Novara    | prestito              |
| D        | Matías Rodríguez      | Grêmio    | prestito              |
| D        | Bartosz Salamon       | Pescara   | prestito              |
| D        | Massimo Volta         | Cesena    | prestito              |
| C        | José Campaña          | Porto     | prestito              |
| C        | Mirko Eramo           | Ternana   | prestito              |
| C        | Davide Gavazzi        | Ternana   | prestito              |
| C        | Mattia Lombardo       | Cremonese | prestito              |
| C        | Alessandro Martinelli | Modena    | prestito              |
| C        | Gianluca Sampietro    | Ancona    | prestito              |
| A        | Stefano Beltrame      | Modena    | prestito              |
| A        | Simone Corazza        | Novara    | prestito              |
| A        | Federico Piovaccari   | Eibar     | prestito              |

### Sessione invernale(dal 5/1 al 2/2)
Il mercato di riparazione invernale vede gli acquisti a titolo definitivo di Correa, Bonazzoli ed Eto'o e quelli a titolo temporaneo di Frison, Muñoz, Acquah, Coda e Muriel (gli ultimi due con obbligo di riscatto).
In uscita si registrano le partenze a titolo definitivo di da Costa, Gastaldello, Beltrame e Gabbiadini; mentre a titolo temporaneo vengono ceduti Fornasier, Krstičić, Bonazzoli, Fedato e Sansone.
| Acquisti | Acquisti           | Acquisti         | Acquisti             |
| R.       | Nome               | da               | Modalità             |
| -------- | ------------------ | ---------------- | -------------------- |
| D        | Atila Varga        | Juventus         | definitivo           |
| C        | Joaquín Correa     | Estudiantes (LP) | definitivo (8 mln)   |
| C        | Jakub Hromada      | Juventus         | definitivo           |
| A        | Federico Bonazzoli | Inter            | definitivo (4.5 mln) |
| A        | Samuel Eto'o       | Everton          | definitivo           |
| C        | Mattia Lombardo    | Cremonese        | fine prestito        |
| A        | Stefano Beltrame   | Modena           | fine prestito        |
| P        | Alberto Frison     | Catania          | prestito             |
| D        | Andrea Coda        | Udinese          | prestito             |
| D        | Ezequiel Muñoz     | Palermo          | prestito             |
| C        | Afriyie Acquah     | Hoffenheim       | prestito             |
| A        | Luis Muriel        | Udinese          | prestito             |

| Cessioni | Cessioni            | Cessioni     | Cessioni              |
| R.       | Nome                | a            | Modalità              |
| -------- | ------------------- | ------------ | --------------------- |
| P        | Angelo da Costa     | Bologna      | definitivo            |
| D        | Daniele Gastaldello | Bologna      | definitivo            |
| A        | Stefano Beltrame    | Juventus     | definitivo            |
| A        | Manolo Gabbiadini   | Napoli       | definitivo (6,25 mln) |
| D        | Michele Fornasier   | Pescara      | prestito              |
| C        | Jakub Hromada       | Pro Vercelli | prestito              |
| C        | Nenad Krstičić      | Bologna      | prestito              |
| C        | Mattia Lombardo     | Pontedera    | prestito              |
| A        | Federico Bonazzoli  | Inter        | prestito              |
| A        | Francesco Fedato    | Modena       | prestito              |
| A        | Gianluca Sansone    | Bologna      | prestito              |

## Risultati

### Serie A

#### Girone di andata
| Arbitro: | Tommasi (Bassano del Grappa) |

|           |           |                   |
| Dybala 7’ | Marcatori | 90+1’ Gastaldello |

| Arbitro: | Mazzoleni (Bergamo) |

|                          |           |  |
| Gabbiadini 34’ Okaka 79’ | Marcatori |  |

| Reggio nell'Emilia 21 settembre 2014, ore 15:00 CEST 3ª giornata | Sassuolo            | 0 – 0 referto | Sampdoria | Mapei Stadium - Città del Tricolore (12.004 spett.)\| Arbitro: \| Di Bello (Brindisi) \| |
| Arbitro:                                                         | Di Bello (Brindisi) |               |           |                                                                                          |

| Arbitro: | Fabbri (Ravenna) |

|                               |           |              |
| Gastaldello 45’ Romagnoli 80’ | Marcatori | 89’ Paloschi |

| Arbitro: | Damato (Barletta) |

|  |           |                |
|  | Marcatori | 75’ Gabbiadini |

| Arbitro: | Irrati (Pistoia) |

|                |           |  |
| Gabbiadini 35’ | Marcatori |  |

| Arbitro: | Gervasoni (Mantova) |

|                           |           |                           |
| Avelar 59’ (rig.) Sau 77’ | Marcatori | 28’ Gabbiadini 38’ Obiang |

| Genova 25 ottobre 2014, ore 20:45 CET 8ª giornata | Sampdoria         | 0 – 0 referto | Roma | Stadio Luigi Ferraris (23.548 spett.)\| Arbitro: \| Rizzoli (Bologna) \| |
| Arbitro:                                          | Rizzoli (Bologna) |               |      |                                                                          |

| Arbitro: | Russo (Nola) |

|                   |           |  |
| Icardi 90’ (rig.) | Marcatori |  |

| Arbitro: | Giacomelli (Trieste) |

|                                       |           |           |
| Palombo 27’ (rig.) Rizzo 43’ Éder 77’ | Marcatori | 45’ Savić |

| Arbitro: | Orsato (Schio) |

|                      |           |                                 |
| Okaka 45+1’ Éder 51’ | Marcatori | 9’ El Shaarawy 65’ (rig.) Ménez |

| Arbitro: | Gervasoni (Mantova) |

|              |           |                 |
| Lucchini 60’ | Marcatori | 77’ (aut.) Nica |

| Arbitro: | Rocchi (Firenze) |

|          |           |              |
| Éder 57’ | Marcatori | 90+2’ Zapata |

| Arbitro: | Tommasi (Bassano del Grappa) |

|          |           |                                          |
| Toni 37’ | Marcatori | 28’ (rig.) Éder 57’ Okaka 62’ Gabbiadini |

| Arbitro: | Doveri (Roma) |

|          |           |                |
| Evra 12’ | Marcatori | 51’ Gabbiadini |

| Arbitro: | Irrati (Pistoia) |

|                           |           |                      |
| Obiang 15’ Gabbiadini 60’ | Marcatori | 31’ Geijo 34’ Danilo |

| Arbitro: | Calvarese (Teramo) |

|                                      |           |  |
| Parolo 38’ Anderson 41’ Đorđević 66’ | Marcatori |  |

| Arbitro: | Tommasi (Bassano del Grappa) |

|          |           |  |
| Éder 49’ | Marcatori |  |

| Arbitro: | Gervasoni (Mantova) |

|  |           |                           |
|  | Marcatori | 54’ Bergessio 70’ Soriano |

#### Girone di ritorno
| Arbitro: | Cervellera (Taranto) |

|         |           |             |
| Éder 6’ | Marcatori | 49’ Vázquez |

| Arbitro: | Giacomelli (Trieste) |

|                                                          |           |            |
| Quagliarella 16’, 29’ (rig.), 65’ Amauri 75’ Peres 90+3’ | Marcatori | 77’ Obiang |

| Arbitro: | Irrati (Pistoia) |

|         |           |           |
| Éder 9’ | Marcatori | 2’ Acerbi |

| Arbitro: | Peruzzo (Schio) |

|                        |           |              |
| Izco 2’ Meggiorini 39’ | Marcatori | 90+1’ Muriel |

| Arbitro: | Rocchi (Firenze) |

|          |           |            |
| Éder 19’ | Marcatori | 17’ Falque |

| Arbitro: | Damato (Barletta) |

|               |           |                      |
| Stendardo 16’ | Marcatori | 68’ Muriel 81’ Okaka |

| Arbitro: | Tommasi (Bassano del Grappa) |

|                            |           |  |
| De Silvestri 33’ Eto'o 72’ | Marcatori |  |

| Arbitro: | Calvarese (Teramo) |

|  |           |                             |
|  | Marcatori | 60’ De Silvestri 78’ Muriel |

| Arbitro: | Valeri (Roma) |

|          |           |  |
| Éder 65’ | Marcatori |  |

| Arbitro: | Banti (Livorno) |

|                        |           |  |
| Diamanti 61’ Salah 64’ | Marcatori |  |

| Arbitro: | Rocchi (Firenze) |

|             |           |             |
| de Jong 74’ | Marcatori | 58’ Soriano |

| Genova 18 aprile 2015, ore 18:00 CEST 31ª giornata | Sampdoria            | 0 – 0 referto | Cesena | Stadio Luigi Ferraris (21.182 spett.)\| Arbitro: \| Giacomelli (Trieste) \| |
| Arbitro:                                           | Giacomelli (Trieste) |               |        |                                                                             |

| Arbitro: | Doveri (Roma) |

|                                                    |           |                              |
| Gabbiadini 31’ Higuaín 34’, 81’ (rig.) Insigne 47’ | Marcatori | 12’ (aut.) Albiol 89’ Muriel |

| Arbitro: | Irrati (Pistoia) |

|                  |           |          |
| De Silvestri 65’ | Marcatori | 68’ Toni |

| Arbitro: | Valeri (Roma) |

|  |           |           |
|  | Marcatori | 32’ Vidal |

| Arbitro: | Di Bello (Brindisi) |

|                      |           |                                        |
| Di Natale 87’ (rig.) | Marcatori | 25’, 62’ Soriano 80’ Acquah 89’ Duncan |

| Arbitro: | Mazzoleni (Bergamo) |

|  |           |                |
|  | Marcatori | 54’ Gentiletti |

| Arbitro: | Calvarese (Teramo) |

|                 |           |             |
| Pucciarelli 57’ | Marcatori | 90+1’ Eto'o |

| Arbitro: | Massa (Imperia) |

|                                |           |                          |
| Romagnoli 60’ De Silvestri 79’ | Marcatori | 75’ Palladino 88’ Varela |

### Coppa Italia

#### Turni preliminari
| Arbitro: | Pairetto (Nichelino) |

|                                  |           |                    |
| Éder 6’, 57’, 74’ Gabbiadini 13’ | Marcatori | 32’ (rig.) Le Noci |

| Arbitro: | Baracani (Firenze) |

|                                     |           |  |
| Gabbiadini 33’ (rig.) Bergessio 58’ | Marcatori |  |

#### Fase finale
| Arbitro: | Tagliavento (Terni) |

|                        |           |  |
| Shaqiri 71’ Icardi 88’ | Marcatori |  |

## Statistiche
Statistiche aggiornate al 31 maggio 2015.

### Statistiche di squadra
| Competizione | Punti | In casa | In casa | In casa | In casa | In casa | In casa | In trasferta | In trasferta | In trasferta | In trasferta | In trasferta | In trasferta | Totale | Totale | Totale | Totale | Totale | Totale | D.R. |
| Competizione | Punti | G       | V       | N       | P       | Gf      | Gs      | G            | V            | N            | P            | Gf           | Gs           | G      | V      | N      | P      | Gf     | Gs     | D.R. |
| ------------ | ----- | ------- | ------- | ------- | ------- | ------- | ------- | ------------ | ------------ | ------------ | ------------ | ------------ | ------------ | ------ | ------ | ------ | ------ | ------ | ------ | ---- |
| Serie A      | 56    | 19      | 7       | 10      | 2       | 23      | 15      | 19           | 6            | 7            | 6            | 25           | 27           | 38     | 13     | 17     | 8      | 48     | 42     | +6   |
| Coppa Italia | -     | 2       | 2       | 0       | 0       | 6       | 1       | 1            | 0            | 0            | 1            | 0            | 2            | 3      | 2      | 0      | 1      | 6      | 3      | +3   |
| Totale       | 56    | 21      | 9       | 10      | 2       | 29      | 16      | 20           | 6            | 7            | 7            | 25           | 29           | 41     | 15     | 17     | 9      | 54     | 45     | +9   |

### Andamento in campionato
| Giornata  | 1 | 2 | 3 | 4 | 5 | 6 | 7 | 8 | 9 | 10 | 11 | 12 | 13 | 14 | 15 | 16 | 17 | 18 | 19 | 20 | 21 | 22 | 23 | 24 | 25 | 26 | 27 | 28 | 29 | 30 | 31 | 32 | 33 | 34 | 35 | 36 | 37 | 38 |
| --------- | - | - | - | - | - | - | - | - | - | -- | -- | -- | -- | -- | -- | -- | -- | -- | -- | -- | -- | -- | -- | -- | -- | -- | -- | -- | -- | -- | -- | -- | -- | -- | -- | -- | -- | -- |
| Luogo     | T | C | T | C | T | C | T | C | T | C  | C  | T  | C  | T  | T  | C  | T  | C  | T  | C  | T  | C  | T  | C  | T  | C  | T  | C  | T  | T  | C  | T  | C  | C  | T  | C  | T  | C  |
| Risultato | N | V | N | V | V | V | N | N | P | V  | N  | N  | N  | V  | N  | N  | P  | V  | V  | N  | P  | N  | P  | N  | V  | V  | V  | V  | P  | N  | N  | P  | N  | P  | V  | P  | N  | N  |
| Posizione | 9 | 5 | 7 | 5 | 4 | 3 | 3 | 4 | 5 | 4  | 4  | 4  | 5  | 4  | 4  | 5  | 6  | 5  | 4  | 5  | 5  | 5  | 7  | 7  | 6  | 6  | 6  | 4  | 5  | 6  | 5  | 5  | 5  | 6  | 6  | 7  | 7  | 7  |

Fonte:  Serie A – Classifiche, su sport.sky.it, Sky Sport. URL consultato il 31 luglio 2014 (archiviato dall'url originale l'11 settembre 2014).
Legenda:

Luogo: C = Casa; T = Trasferta. Risultato: V = Vittoria; N = Pareggio; P = Sconfitta.

### Statistiche dei giocatori
| Giocatore       | Serie A  | Serie A | Serie A     | Serie A    | Coppa Italia | Coppa Italia | Coppa Italia | Coppa Italia | Totale   | Totale | Totale      | Totale     |
| Giocatore       | Presenze | Reti    | Ammonizioni | Espulsioni | Presenze     | Reti         | Ammonizioni  | Espulsioni   | Presenze | Reti   | Ammonizioni | Espulsioni |
| --------------- | -------- | ------- | ----------- | ---------- | ------------ | ------------ | ------------ | ------------ | -------- | ------ | ----------- | ---------- |
| A. Acquah       | 10       | 1       | 3           | 1          | 0            | 0            | 0            | 0            | 10       | 1      | 3           | 1          |
| G. Bergessio    | 23       | 1       | 0           | 0          | 1            | 1            | 1            | 0            | 24       | 2      | 1           | 0          |
| F. Cacciatore   | 11       | 0       | 0           | 1          | 3            | 0            | 0            | 0            | 14       | 0      | 0           | 1          |
| A. Coda         | 2        | 0       | 1           | 0          | 0            | 0            | 0            | 0            | 2        | 0      | 1           | 0          |
| J. Correa       | 6        | 0       | 0           | 0          | 0            | 0            | 0            | 0            | 6        | 0      | 0           | 0          |
| A. da Costa     | 0        | -0      | 0           | 0          | 1            | -1           | 0            | 0            | 1        | -1     | 0           | 0          |
| L. De Silvestri | 33       | 4       | 8           | 0          | 2            | 0            | 0            | 0            | 35       | 4      | 8           | 0          |
| A. De Vitis     | 0        | 0       | 0           | 0          | 0            | 0            | 0            | 0            | 0        | 0      | 0           | 0          |
| L. Đorđević     | 3        | 0       | 0           | 0          | 2            | 0            | 0            | 0            | 5        | 0      | 0           | 0          |
| A. Duncan       | 26       | 1       | 3           | 0          | 1            | 0            | 0            | 0            | 27       | 1      | 3           | 0          |
| Éder            | 30       | 9       | 5           | 0          | 1            | 3            | 0            | 0            | 31       | 12     | 5           | 0          |
| S. Eto'o        | 18       | 2       | 1           | 0          | 0            | 0            | 0            | 0            | 18       | 2      | 1           | 0          |
| F. Fedato       | 1        | 0       | 0           | 0          | 1            | 0            | 0            | 0            | 2        | 0      | 0           | 0          |
| M. Fornasier    | 0        | 0       | 0           | 0          | 1            | 0            | 0            | 0            | 1        | 0      | 0           | 0          |
| A. Frison       | 0        | -0      | 0           | 0          | 0            | -0           | 0            | 0            | 0        | -0     | 0           | 0          |
| M. Gabbiadini   | 13       | 7       | 4           | 0          | 2            | 2            | 0            | 0            | 15       | 9      | 4           | 0          |
| D. Gastaldello  | 14       | 2       | 3           | 0          | 3            | 0            | 1            | 0            | 17       | 2      | 4           | 0          |
| D. Ivan         | 0        | 0       | 0           | 0          | 0            | 0            | 0            | 0            | 0        | 0      | 0           | 0          |
| N. Krstičić     | 12       | 0       | 0           | 0          | 3            | 0            | 0            | 1            | 15       | 0      | 0           | 1          |
| K. Lulić        | 0        | 0       | 0           | 0          | 1            | 0            | 0            | 0            | 1        | 0      | 0           | 0          |
| M. Marchionni   | 1        | 0       | 0           | 0          | 2            | 0            | 0            | 0            | 3        | 0      | 0           | 0          |
| S. Massolo      | 0        | -0      | 0           | 0          | 0            | -0           | 0            | 0            | 0        | -0     | 0           | 0          |
| D. Mesbah       | 16       | 0       | 2           | 0          | 0            | 0            | 0            | 0            | 16       | 0      | 2           | 0          |
| E. Muñoz        | 4        | 0       | 1           | 0          | 0            | 0            | 0            | 0            | 4        | 0      | 1           | 0          |
| L. Muriel       | 16       | 4       | 2           | 0          | 0            | 0            | 0            | 0            | 16       | 4      | 2           | 0          |
| P. Obiang       | 34       | 3       | 12          | 0          | 2            | 0            | 1            | 0            | 36       | 3      | 13          | 0          |
| S. Okaka        | 32       | 4       | 6           | 0          | 2            | 0            | 0            | 0            | 34       | 4      | 6           | 0          |
| A. Palombo      | 36       | 1       | 7           | 0          | 1            | 0            | 0            | 0            | 37       | 1      | 7           | 0          |
| V. Regini       | 28       | 0       | 5           | 1          | 2            | 0            | 2            | 0            | 30       | 0      | 7           | 1          |
| L. Rizzo        | 15       | 1       | 2           | 0          | 1            | 0            | 0            | 0            | 16       | 1      | 2           | 0          |
| A. Romagnoli    | 30       | 2       | 9           | 0          | 1            | 0            | 1            | 0            | 31       | 2      | 10          | 0          |
| S. Romero       | 10       | -12     | 1           | 0          | 1            | -2           | 0            | 0            | 11       | -14    | 1           | 0          |
| B. Salamon      | 0        | 0       | 0           | 0          | 1            | 0            | 0            | 0            | 1        | 0      | 0           | 0          |
| G. Sansone      | 4        | 0       | 0           | 0          | 2            | 0            | 0            | 0            | 6        | 0      | 0           | 0          |
| M. Silvestre    | 29       | 0       | 7           | 0          | 1            | 0            | 0            | 0            | 30       | 0      | 7           | 0          |
| R. Soriano      | 33       | 4       | 11          | 0          | 2            | 0            | 0            | 0            | 35       | 4      | 11          | 0          |
| E. Viviano      | 29       | -30     | 3           | 0          | 1            | -0           | 0            | 0            | 30       | -30    | 3           | 0          |
| P. Wszołek      | 6        | 0       | 1           | 0          | 1            | 0            | 0            | 1            | 7        | 0      | 1           | 1          |